# Tena Negere
Tena Negere (5 ottobre 1972) è un ex maratoneta etiope.

## Biografia
Nel 1988 ha vinto una medaglia d'argento a squadre ai Mondiali di corsa campestre. Nel 1991 ha vinto una medaglia d'oro nella maratona dei V Giochi panafricani. Nel 1992 si è piazzato in ventitreesima posizione nella maratona dei Giochi Olimpici di Barcellona. Nel 1993 ha partecipato ai Mondiali nella maratona, piazzandosi in trentaquattresima posizione, mentre nel 1995 ha concluso la gara con un ritiro.

## Palmarès
| Anno | Manifestazione     | Sede       | Evento         | Risultato | Prestazione | Note |
| ---- | ------------------ | ---------- | -------------- | --------- | ----------- | ---- |
| 1988 | Mondiali di cross  | Auckland   | Corsa seniores | 38º       | 36'39"      |      |
| 1988 | Mondiali di cross  | Auckland   | A squadre      | Argento   | 103 p.      |      |
| 1991 | Giochi Panafricani | Il Cairo   | Maratona       | Oro       | 2h31'17"    |      |
| 1992 | Giochi Olimpici    | Barcellona | Maratona       | 23º       | 2h17'07"    |      |
| 1993 | Mondiali           | Stoccarda  | Maratona       | 34º       | 2h29'46"    |      |
| 1995 | Mondiali           | Göteborg   | Maratona       | dnf       | dnf         |      |

## Altre competizioni internazionali[1]
1992
- 4º alla Maratona di Londra ( Londra) - 2h10'10"
- Oro alla Maratona di Fukuoka ( Fukuoka) - 2h09'04"

1993
- 11º alla Maratona di Fukuoka ( Fukuoka) - 2h12'53"

1994
- 7º alla Maratona di Londra ( Londra) - 2h10'59"
- Oro alla Maratona di Venezia ( Venezia) - 2h10'50"

1995
- 25º alla Maratona di New York ( New York) - 2h17'26"
- Argento alla Maratona di Parigi ( Parigi) - 2h10'59"
- 11º alla Mezza maratona di Lisbona ( Lisbona) - 1h03'20"

1996
- Argento alla Maratona di Praga ( Praga) - 2h12'27"
- 25º alla Maratona di Fukuoka ( Fukuoka) - 2h20'44"

1998
- 7º alla Maratona di Enschede ( Enschede) - 2h15'01"
- 14º alla Maratona di Pechino ( Pechino) - 2h19'28"

1999
- 16º alla Maratona di Londra ( Londra) - 2h13'40"
- 5º alla Maratona di Istanbul ( Istanbul) - 2h18'13"

2004
- 8º alla Maratona di Marrakech ( Marrakech) - 2h18'18"